# A1 (motorväg, Schweiz)
A1 är en motorväg i Schweiz som går mellan St. Margrethen och Genéve. Motorvägen går via Zürich.